# Línea N104 (Interurbanos Madrid)
La línea N104 de la red de autobuses interurbanos de Madrid une la terminal de autobuses del Intercambiador de Plaza de Castilla con El Molar.

## Características
Esta línea une a los habitantes de El Molar con el intercambiador de Plaza de Castilla por las noches cuando dejan de prestar servicio las líneas diurnas. Su recorrido es un análogo nocturno de la diurna línea 193, con alguna salvedad, prestando servicio a San Agustín del Guadalix y El Molar. Además de comunicar estos dos municipios, lo hace pasando por las diversas urbanizaciones de San Sebastián de los Reyes situadas en los laterales de la A-1: Fuente del Fresno, Club de Campo, Ciudalcampo, Santo Domingo y Valdelagua. También sirve para comunicar los polígonos industriales situados al norte y al sur de San Agustín del Guadalix.
Tal y como se indica en la denominación de la línea, su recorrido normal finaliza en El Molar y es realizado exclusivamente las noches de domingo a jueves y festivos. Tan solo la primera expedición de la noche en esos días continúa a Pedrezuela (recorrido idéntico a la línea 193).
Los viernes, sábados y vísperas de festivo la línea prolonga su recorrido (además de realizar más expediciones) hasta Venturada, parando en Pedrezuela, El Vellón y en la rotonda de la urbanización Cotos de Monterrey. Este recorrido es casi idéntico a aquel de la línea 193 que continúa a La Cabrera, salvo añadiendo la parada en la rotonda de la urbanización Cotos de Monterrey en Venturada y finalizando en Venturada.
En su horario normal de noches de domingo a jueves y festivos, el servicio se realiza con un único coche circulando toda la noche, siendo la única línea que comunica San Agustín del Guadalix y El Molar. La primera expedición de la noche que continúa hasta Pedrezuela no realiza el mismo recorrido en sentido contrario, terminando el servicio y circulando sin viajeros hasta El Molar para realizar el primer viaje de vuelta de la noche. En su horario de noches de viernes, sábados y vísperas de festivo el servicio se realiza con dos coches, con horarios simétricos desde ambos extremos de la línea. Estos servicios se complementan también con los servicios nocturnos de la línea 191 para comunicar San Agustín del Guadalix y Venturada (únicas poblaciones comunes de ambas líneas), también realizados con dos coches, comenzando cada uno desde el extremo de la línea.
De la misma forma que la línea diurna en la que está basada que da servicio a los municipios situados en la A-1, la línea N104 no está pensada para dar servicio a Alcobendas ni a San Sebastián de los Reyes, restringiendo a tan sólo la subida de viajeros en las expediciones de ida y el descenso de viajeros en las expediciones de vuelta; debido a que estas ciudades se encuentran ya abastecidas por las líneas nocturnas N101 y N102 respectivamente.
La línea se inauguró el 20 de diciembre del 2019, tras la aprobación del Consorcio Regional de Transportes de Madrid de abastecer con líneas nocturnas todos los días a los municipios con más de 10.000 habitantes. Puesto que San Agustín del Guadalix contaba con una población de 13.379 habitantes, fue considerado para esta medida y fue la cabecera original de la línea. San Agustín del Guadalix ya contaba previamente con líneas nocturnas (o búhos), pero solo operaban los viernes, sábados y vísperas de festivo. Estas eran las expediciones nocturnas de la línea 191 y 193. La línea N104 surge como un traslado de las expediciones nocturnas de la línea 193 que realizaban exactamente el mismo recorrido (en viernes, sábados y vísperas de festivo) entre Madrid y Venturada, y añadiendo las expediciones hasta San Agustín del Guadalix el resto de días de la semana, dotando así al municipio (y el resto de zonas mencionadas que cubre) con transporte nocturno todos los días de la semana. Dichas expediciones nocturnas de la línea 193 fueron dadas de baja al incorporarse a la línea N104 (también circulando las noches de viernes, sábados y vísperas de festivo).
El 15 de enero de 2025 tras la llegada de El Molar a los 10.000 habitantes durante 2024 y la publicación del nuevo censo del Instituto Nacional de Estadística, se prolongó la línea hasta dicho municipio. Gracias al diseño de horarios que ya tenía en su creación, en la que se contaba con buen margen de descanso entre expediciones, los horarios no se vieron alterados.
Al igual que el resto de líneas interurbanas nocturnas, la línea N104 tiene su salida y llegada en el intercambiador de Plaza de Castilla en superficie, puesto que la zona subterránea no presta servicio de autobuses durante la noche.
Al igual que en otras líneas interurbanas nocturnas, en los carteles electrónicos se omite la N de la numeración, quedando los carteles con tan sólo el número 104.
Siguiendo la numeración de líneas del CRTM, las líneas que circulan por el corredor 1 son aquellas que dan servicio a los municipios situados en torno a la A-1 y comienzan con un 1.
La línea mantiene los mismos horarios todo el año (exceptuando las vísperas de festivo y festivos de Navidad).
Está operada por la empresa ALSA mediante la concesión administrativa VCM-103 - Madrid - Buitrago - Rascafría (Viajeros Comunidad de Madrid) del Consorcio Regional de Transportes de Madrid.

### Sublíneas
Aquí se recogen todas las distintas sublíneas que ha tenido la línea N104. La denominación de sublíneas que utiliza el CRTM es la siguiente:
- Número de línea (N104)
- Sentido de circulación (1 ida, 2 vuelta)
- Número de sublínea

Por ejemplo, la sublínea N104102 corresponde a la línea N104, sentido 1 (ida) y el número 02 de numeración de sublíneas creadas hasta la fecha.
| Ida     | Ruta | Itinerario                    | Vuelta  | Ruta                            | Itinerario                      |
| N104101 | -    | Madrid - El Molar             | N104201 | -                               | El Molar - Madrid               |
| N104102 | sv   | Madrid - Venturada, por Cotos | N104202 | sv                              | Venturada - Madrid, por Cotos   |
| N104103 | p    | Madrid - Pedrezuela           | N104203 | No existe la ruta "p" de vuelta | No existe la ruta "p" de vuelta |

## Horarios
| Noches de domingo a jueves y festivos                                                                                    | Noches de domingo a jueves y festivos | Noches de viernes, sábados y vísperas de festivo | Noches de viernes, sábados y vísperas de festivo |
| Madrid > El Molar | El Molar > Madrid                     | Madrid > Venturada                               | Venturada > Madrid                               |
| 23:45P | 01:20                                 | 00:00V                                           | 00:00V                                           |
| 02:20 | 03:30                                 | 01:20V                                           | 01:20V                                           |
| 04:40 |                                       | 02:40V                                           | 02:40V                                           |
| |                                       | 04:45V                                           | 04:45V                                           |
| Notas: P Continúa a Pedrezuela V Continúa/procede de Venturada, por Pedrezuela, El Vellón y Cotos de Monterrey (rotonda) |                                       |                                                  |                                                  |

## Recorrido y paradas

### Sentido El Molar
La línea inicia su recorrido en el intercambiador en superficie de Plaza de Castilla, en la dársena 51, en este punto se establece correspondencia con todas las líneas de los corredores 1 y 7 con cabecera en el intercambiador de Plaza de Castilla. Al igual que el resto de líneas interurbanas nocturnas, la línea N104 tiene su salida y llegada en el intercambiador de Plaza de Castilla en superficie, puesto que la zona subterránea no presta servicio de autobuses durante la noche. En la superficie efectúan parada varias líneas urbanas con las que tiene correspondencia, y a través de pasillos subterráneos enlaza con las líneas 1, 9 y 10 del Metro de Madrid.
Tras abandonar el intercambiador en superficie, la línea sale al Paseo de la Castellana, donde tiene una primera parada frente al Hospital La Paz (subida de viajeros). A partir de aquí sale por la M-30 hasta el nudo de Manoteras y toma la A-1.
La línea circula por la A-1 hasta la salida de Alcobendas, donde circula por la Avenida Olímpica (1 parada para la subida de viajeros), la Calle de Francisca Delgado y el Bulevar Salvador Allende, de igual manera que circula después por el Paseo de Europa de San Sebastián de los Reyes con 6 paradas para la subida de viajeros (sólo se permite el descenso de viajeros en la parada 06693 - Paseo de Europa - Calle de María Santos Colmenar).
El objetivo de restringir las paradas del casco urbano de Alcobendas y San Sebastián de los Reyes a sólo permitir la subida de viajeros se debe a que esas zonas que recorre esta línea ya están cubiertas por Metro y otras líneas interurbanas con cabecera en el Intercambiador de Plaza de Castilla que tienen mucha mayor frecuencia y colapsarían la línea N104 para realizar trayectos muy cortos. De esta forma se evita que las expediciones de esta línea vayan llenas y no puedan recoger a los viajeros con destinos mucho más alejados de Madrid cuya única opción sea la línea N104.
Al final del Paseo de Europa sale a la N-1 y posteriormente a la A-1, por la que prosigue su recorrido con algunas paradas junto a las urbanizaciones y zonas industriales de la autovía situadas entre San Sebastián de los Reyes y San Agustín del Guadalix (7 paradas).
La línea sale de la A-1 para dar servicio al casco urbano de San Agustín del Guadalix (4 paradas). Continúa su recorrido pasado el polígono industrial norte de San Agustín del Guadalix y tomando de vuelta la A-1 hacia El Molar (3 paradas) donde tiene su cabecera/terminal en la Avenida de España. Como su nombre indica, el itinerario normal de la línea finaliza en dicho municipio, siendo así todas las expediciones que circulan las noches de los días festivos y las noches de domingo a noches de jueves laborables (exceptuando la primera expedición de la línea que prolonga su recorrido a Pedrezuela. Aunque técnicamente las expediciones normales de la línea no se adentran en Pedrezuela, la proximidad entre ambos municipios facilita la llegada a este último andando.
La expedición que continúa a Pedrezuela o aquellas que continúan a Venturada (solo circulan las noches de viernes y sábados laborables y vísperas de festivo) continúan en dirección a casco urbano de Pedrezuela, por la Calle de la Rosaleda y el Paseo de la Ermita. Dentro de este municipio circula por las calles de Las Eras, San Roque y Cerro de San Pedro. Retoman la calle de Las Eras y el Paseo de la Ermita volviendo al nudo de la N-1 e incorporándose a esta en dirección a Burgos hasta la salida 47, teniendo después una parada junto a la desviación de El Vellón.
En esta salida toma la carretera M-122 en dirección a El Vellón, donde el servicio que continúa a Pedrezuela realiza su última parada en El Campillo. A pesar de que esta parada no se encuentra dentro del casco urbano de Pedrezuela sí lo está en el término municipal, coincidiendo así con el nombre de la sublínea que lo realiza. Aunque técnicamente esta expedición no se adentra en el municipio de El Vellón, esta última parada en El Campillo sirve para acercar a los viajeros ligeramente a pesar de que aquellos que quieran llegar a El Vellón tengan que continuar andando hasta el centro del pueblo.
Aquellas expediciones que continúan a Venturada (solo noches de viernes y sábados laborables y vísperas de festivo) continúan por la carretera M-122 hacia El Vellón donde circulan por las calles Magdalena y Pozonuevo, llegando hasta el Barrio de la Mina y realizando 4 paradas en el municipio. Hasta este punto el recorrido de la línea es idéntico al que realiza la línea 193 a El Vellón.
La línea sale de El Vellón y realiza el mismo recorrido que la línea 191 hasta Venturada, parando previamente en la rotonda de la urbanización Cotos de Monterrey y teniendo la cabecera en la última parada del término municipal de Venturada, en la urbanización Tolle Lege.
| Código                                                                             | Zona | Localidad                  | Denominación                                                           | Ubicación                                        | Líneas de la parada | Metro                  |
| ---------------------------------------------------------------------------------- | ---- | -------------------------- | ---------------------------------------------------------------------- | ------------------------------------------------ | --- | ---------------------- |
| 18074J                                                                             |      | Madrid                     | Intercambiador de Plaza de Castilla - Dársena 51                       | Paseo de la Castellana Nº195                     | 67 197 N104 | Plaza de Castilla      |
| 3253S                                                                              |      | Madrid                     | Paseo de la Castellana - Hospital La Paz                               | Paseo de la Castellana Nº304 - Acceso Nudo Norte | 173 174 176 151 152C 153 154C 155 155B 156 157 157C 159 161 171 181 182 183 184 185 191S 193S 194S 195S 196S 197S N101 N102 N103 N104S | Begoña                 |
| 06692S                                                                             |      | Alcobendas                 | Avenida Olímpica - Pabellón Deportivo                                  | Avenida Olímpica Nº5                             | 151 152C 153 154 154C 156 158 161 171 181 182 183 191S 193S 194S 195S 196S 197S N103 N104S VAC-242S                                    |                        |
| 15192S                                                                             |      | San Sebastián de los Reyes | Paseo de Europa - Avenida del Juncal                                   | Paseo de Europa Nº26                             | 152C 154 156 161 180 181 182 183 191S 193S 194S 195S 196S 197S N103 N104S 4 7                                                          |                        |
| 06693                                                                              |      | San Sebastián de los Reyes | Paseo de Europa - Calle de María Santos Colmenar                       | Paseo de Europa S/Nº                             | 152C 154 156 161 180 181 182 183 191 193 194 195 196 197 N103 N104 VAC-242S 4 7                                                        |                        |
| 12421S                                                                             |      | San Sebastián de los Reyes | Paseo de Europa - Avenida de los Montes de Oca                         | Paseo de Europa Nº14                             | 171 180 181 182 183 191S 193S 194S 195S 196S 197S N103 N104S                                                                           |                        |
| 11402S                                                                             |      | San Sebastián de los Reyes | Paseo de Europa - Glorieta de Antoni Gaudí                             | Paseo de Europa Nº7                              | 171 180 181 182 183 191S 193S 194S 195S 196S 197S N103 N104S                                                                           |                        |
| 17474S                                                                             |      | San Sebastián de los Reyes | Paseo de Europa - Hospital Infanta Sofía                               | Paseo de Europa Nº11                             | 152C 161 166 171 180 181 182 183 191S 193S 194S 195S 196S 197S 210 N103 N104S                                                          | Hospital Infanta Sofía |
| 16437S                                                                             |      | San Sebastián de los Reyes | Carretera Antigua de Burgos - Centro Comercial Alegra                  | N-1 km. 19,9                                     | 161 166 171 180 181 182 183 185 191S 193S 194S 195S 196S 197S 210 N103 N104S                                                           |                        |
| 06697                                                                              |      | San Sebastián de los Reyes | Carretera A-1 - Urbanización Fuente del Fresno                         | N-1 km. 23,4                                     | 166 171 191 193 194 195 196 N104 |                        |
| 06700                                                                              |      | San Sebastián de los Reyes | Carretera A-1 - Circuito del Jarama                                    | N-1 km. 26                                       | 171 191 193 194 195 196 N104 |                        |
| 06701                                                                              |      | Colmenar Viejo             | Carretera A-1 - Urbanización Ciudalcampo                               | N-1 km. 28,3                                     | 166 191 193 194 195 196 N104 |                        |
| 06703                                                                              |      | Colmenar Viejo             | Carretera A-1 - Urbanización Valdelagua                                | N-1 km. 30,8                                     | 191 193 194 195 196 N104 |                        |
| 15988                                                                              |      | San Agustín del Guadalix   | Carretera A-1 - Calle La Lobera                                        | N-1 km. 31                                       | 191 193 194 195 196 N104 |                        |
| 11184                                                                              |      | San Agustín del Guadalix   | Carretera A-1 - Polígono Industrial Sur San Agustín del Guadalix       | N-1 km. 31,7                                     | 191 193 194 195 196 N104 |                        |
| 15990                                                                              |      | San Agustín del Guadalix   | Carretera A-1 - Calle Salguerilla                                      | N-1 km. 32,1                                     | 191 193 194 195 196 N104 |                        |
| 12097                                                                              |      | San Agustín del Guadalix   | Avenida de Madrid - Urbanización Residencial Guadalix                  | Avenida de Madrid Nº3                            | 191 193 194 195 196 727 N104 |                        |
| 06704                                                                              |      | San Agustín del Guadalix   | Avenida de Madrid - Parque Príncipe Felipe                             | Avenida de Madrid Nº37                           | 191 193 194 195 196 727 N104 |                        |
| 18361                                                                              |      | San Agustín del Guadalix   | Avenida de Madrid - Avenida del Alcalde Lorenzo Ginés Brandín          | Avenida de Madrid Nº32                           | 191 193 194 195 196 727D N104 |                        |
| 09848                                                                              |      | San Agustín del Guadalix   | Avenida de Madrid - Polígono Industrial Norte San Agustín del Guadalix | Polígono las Cabezas Nº3                         | 191 193 194 195 196 N104 |                        |
| 17975                                                                              |      | El Molar                   | Carretera A-1 - Camino Viejo de Francia                                | N-1 km. 39,1                                     | 191 193 194 195 196 N104 |                        |
| 10329                                                                              |      | El Molar                   | Plaza Mayor - Ayuntamiento                                             | Plaza Mayor S/Nº                                 | 191 193 194 195 196 N104 VAC-242S |                        |
| 09648                                                                              |      | El Molar                   | Avenida de España - Calle del Almirante Martel                         | Avenida de España Nº73                           | 191 193 193A 194 195 196 197D N104 |                        |
| Paradas realizadas por los servicios que continúan a Pedrezuela o Venturada        |      |                            |                                                                        |                                                  | |                        |
| 20841                                                                              |      | El Molar                   | Calle de la Rosaleda - Calle de los Nardos                             | Calle de la Rosaleda Nº17                        | 191 193 194 N104 |                        |
| 09939                                                                              |      | El Molar                   | Calle de la Rosaleda - Urbanización Vistasierra                        | Calle de la Rosaleda Nº51                        | 191 193 194 N104 |                        |
| 10336                                                                              |      | Pedrezuela                 | Paseo de la Ermita - Calle de las Eras del Cabrero                     | Paseo de la Ermita Nº21                          | 191 193 194 196 N104 1 |                        |
| 12781                                                                              |      | Pedrezuela                 | Calle de las Eras - Avenida de Madrid                                  | Calle de las Eras Nº54                           | 191 193 194 196 N104 1 |                        |
| 12442D                                                                             |      | Pedrezuela                 | Calle de San Roque - Escuela de Hostelería                             | Calle de las Eras Nº100                          | 191D 193D 194D 196D N104D 1 |                        |
| 16713                                                                              |      | Pedrezuela                 | Calle del Cerro de San Pedro - Escuela de Hostelería                   | Calle de las Eras S/Nº                           | 191 193 194 196 N104 1 |                        |
| 09142                                                                              |      | Pedrezuela                 | Calle de las Eras - Avenida de Madrid                                  | Calle de las Eras Nº29                           | 191 193 196 N104 1 |                        |
| 09143                                                                              |      | Pedrezuela                 | Paseo de la Ermita - Calle del Prado Concejo                           | Paseo de la Ermita Nº30                          | 191 193 196 N104 1 |                        |
| 17974                                                                              |      | Pedrezuela                 | Carretera A-1 - Cruce El Vellón                                        | A-1 km. 47                                       | 191 193 193A 194 195 196 197D N104 |                        |
| 12881                                                                              |      | Pedrezuela                 | Carretera M-122 - El Campillo                                          | Carretera M-122 km. 0                            | 191 193 197D N104 |                        |
| Paradas realizadas por los servicios que continúan a Venturada                     |      |                            |                                                                        |                                                  | |                        |
| 11242                                                                              |      | El Vellón                  | Carretera M-122 - Los Melonares                                        | Carretera M-122 km. 0,7                          | 191 193 197D N104 |                        |
| 15992                                                                              |      | El Vellón                  | Carretera M-122 - Calle de La Hacilla                                  | Calle de la Magdalena Nº27                       | 191 193 197D N104 |                        |
| 10339                                                                              |      | El Vellón                  | El Vellón - Plaza Mayor                                                | Plaza Mayor Nº6                                  | 191 193 197D N104 |                        |
| 12480                                                                              |      | El Vellón                  | El Vellón - Barrio de la Mina                                          | Carretera M-129 km. 3,9                          | 191 193 197D N104 |                        |
| 10338                                                                              |      | El Vellón                  | El Vellón - Plaza Mayor                                                | Plaza Mayor Nº13                                 | 191 193 197D N104 |                        |
| 15993                                                                              |      | El Vellón                  | Carretera M-122 - Travesía de la Dehesa                                | Calle de la Magdalena Nº76                       | 191 193 197D N104 |                        |
| 11241                                                                              |      | El Vellón                  | Carretera M-122 - Los Melonares                                        | Carretera M-122 km. 0,7                          | 191 193 197D N104 |                        |
| 16554                                                                              |      | Pedrezuela                 | Carretera M-122 - El Campillo                                          | Carretera M-122 S/Nº                             | 191 193 197D N104 |                        |
| 16163                                                                              |      | Venturada                  | Carretera A-1 - Cruce de Cotos de Monterrey                            | Calle Cotos de Monterrey S/Nº                    | 191 193A N104 |                        |
| 10340                                                                              |      | Venturada                  | Venturada - Carretera de Irún                                          | Carretera de Irún Nº10                           | 191 193 193A 194 195 196 197C N104 VAC-242S                                                                                            |                        |
| 11294D                                                                             |      | Venturada                  | Venturada - Urbanización Tolle Lege                                    | N-1 km. 52,2                                     | 191 193 194 195 196 N104D |                        |
| Notas: S Sólo permite la subida de viajeros D Sólo permite el descenso de viajeros |      |                            |                                                                        |                                                  | |                        |

### Sentido Madrid (Plaza de Castilla)
El recorrido en sentido Madrid es igual al de ida pero en sentido contrario excepto en determinados puntos:
- En El Molar sigue realizando 3 paradas pero todas ellas en el casco urbano, ya que la parada 17975 - Carretera A-1 - Camino Viejo de Francia no tiene pareja para las expediciones de vuelta. Sólo las expediciones procedentes de Venturada realizan 2 paradas adicionales en la Calle de la Rosaleda junto a la Urbanización Vistasierra, pero no las expediciones normales.
- En San Agustín del Guadalix tan solo realiza una parada en el polígono industrial sur, debido a que no existe la misma vía de servicio como a la ida. Las paradas 15988 - Carretera A-1 - Calle La Lobera y 15990 - Carretera A-1 - Calle Salguerilla no tienen pareja de vuelta.
- La línea realiza 6 paradas en el Paseo de Europa de San Sebastián de los Reyes, todas ellas sólo para el descenso de viajeros (sólo se permite la subida de viajeros en la parada 06751 - Paseo de Europa - Parque Picos de Olite).
- Dentro de Alcobendas, circula por el Bulevar de Salvador Allende en lugar de por la Avenida Olímpica, parando en un punto sólo para el descenso de viajeros.

El mismo criterio se aplica a la vuelta de la línea en las paradas del casco urbano de Alcobendas y San Sebastián de los Reyes a sólo permitir el descenso de viajeros. Debido a que esas zonas que recorre esta línea ya están cubiertas por Metro y otras líneas interurbanas con cabecera en el Intercambiador de Plaza de Castilla que tienen mucha mayor frecuencia y colapsarían la línea N104 para realizar trayectos muy cortos. De esta forma se evita que las expediciones de esta línea se llenen y aumenten el tiempo de viaje a los viajeros con orígenes mucho más alejados de Madrid cuya única opción sea la línea N104.
| Código                                                         | Zona | Localidad                  | Denominación                                                           | Ubicación                        | Líneas de la parada | Metro                  |
| -------------------------------------------------------------- | ---- | -------------------------- | ---------------------------------------------------------------------- | -------------------------------- | --- | ---------------------- |
| Paradas realizadas por los servicios que proceden de Venturada |      |                            |                                                                        |                                  | |                        |
| 11295                                                          |      | Venturada                  | Venturada - Urbanización Tolle Lege                                    | N-1 km. 52                       | 191 193 194 195 196 N104                                                                                               |                        |
| 10341                                                          |      | Venturada                  | Venturada - Carretera de Irún                                          | Carretera de Irún Nº7            | 191 193 193A 194 195 196 197C N104 VAC-242D                                                                            |                        |
| 16163                                                          |      | Venturada                  | Carretera A-1 - Cruce de Cotos de Monterrey                            | Calle Cotos de Monterrey S/Nº    | 191 193A N104 |                        |
| 12881                                                          |      | Pedrezuela                 | Carretera M-122 - El Campillo                                          | Carretera M-122 km. 0            | 191 193 197D N104 |                        |
| 11242                                                          |      | El Vellón                  | Carretera M-122 - Los Melonares                                        | Carretera M-122 km. 0,7          | 191 193 197D N104 |                        |
| 15992                                                          |      | El Vellón                  | Carretera M-122 - Calle de La Hacilla                                  | Calle de la Magdalena Nº27       | 191 193 197D N104 |                        |
| 10339                                                          |      | El Vellón                  | El Vellón - Plaza Mayor                                                | Plaza Mayor Nº12                 | 191 193 197D N104 |                        |
| 12480                                                          |      | El Vellón                  | El Vellón - Barrio de la Mina                                          | Carretera M-129 km. 3,9          | 191 193 197D N104 |                        |
| 10338                                                          |      | El Vellón                  | El Vellón - Plaza Mayor                                                | Plaza Mayor Nº11                 | 191 193 197D N104 |                        |
| 15993                                                          |      | El Vellón                  | Carretera M-122 - Travesía de la Dehesa                                | Calle de la Magdalena Nº76       | 191 193 197D N104 |                        |
| 11241                                                          |      | El Vellón                  | Carretera M-122 - Los Melonares                                        | Carretera M-122 km. 0,7          | 191 193 197D N104 |                        |
| 16554                                                          |      | Pedrezuela                 | Carretera M-122 - El Campillo                                          | Carretera M-122 S/Nº             | 191 193 197D N104 |                        |
| 16450                                                          |      | Pedrezuela                 | Carretera A-1 - Cruce El Vellón                                        | A-1 km. 47                       | 191 193 193A 194 195 196 197D N104                                                                                     |                        |
| 10336                                                          |      | Pedrezuela                 | Paseo de la Ermita - Calle de las Eras del Cabrero                     | Paseo de la Ermita Nº21          | 191 193 194 196 N104 1                                                                                                 |                        |
| 12781                                                          |      | Pedrezuela                 | Calle de las Eras - Avenida de Madrid                                  | Calle de las Eras Nº54           | 191 193 194 196 N104 1                                                                                                 |                        |
| 12442D                                                         |      | Pedrezuela                 | Calle de San Roque - Escuela de Hostelería                             | Calle de las Eras Nº100          | 191D 193D 194D 196D N104D 1                                                                                            |                        |
| 16713                                                          |      | Pedrezuela                 | Calle del Cerro de San Pedro - Escuela de Hostelería                   | Calle de las Eras S/Nº           | 191 193 194 196 N104 1                                                                                                 |                        |
| 09142                                                          |      | Pedrezuela                 | Calle de las Eras - Avenida de Madrid                                  | Calle de las Eras Nº29           | 191 193 196 N104 1 |                        |
| 09143                                                          |      | Pedrezuela                 | Paseo de la Ermita - Calle del Prado Concejo                           | Paseo de la Ermita Nº30          | 191 193 196 N104 1 |                        |
| 10333                                                          |      | El Molar                   | Calle de la Rosaleda - Urbanización Vistasierra                        | Calle de la Rosaleda Nº51        | 191 193 196 N104 |                        |
| 20842                                                          |      | El Molar                   | Calle de la Rosaleda - Calle de los Nardos                             | Calle de la Rosaleda Nº17        | 191 193 196 N104 |                        |
| Paradas del itinerario normal                                  |      |                            |                                                                        |                                  | |                        |
| 12690                                                          |      | El Molar                   | Calle de la Fuente - Calle del Álamo                                   | Calle de la Fuente Nº23          | 191 193 193A 194 195 196 197D N104                                                                                     |                        |
| 09649                                                          |      | El Molar                   | Plaza Mayor - Calle de la Fuente                                       | Plaza Mayor Nº10                 | 191 193 193A 194 195 196 197D N104 VAC-242D                                                                            |                        |
| 09648                                                          |      | El Molar                   | Avenida de España - Calle del Almirante Martel                         | Avenida de España Nº73           | 191 193 193A 194 195 196 197D N104                                                                                     |                        |
| 09834                                                          |      | San Agustín del Guadalix   | Avenida de Madrid - Polígono Industrial Norte San Agustín del Guadalix | Polígono las Cabezas Nº4         | 191 193 194 195 196 N104                                                                                               |                        |
| 18362                                                          |      | San Agustín del Guadalix   | Avenida de Madrid - Avenida del Alcalde Lorenzo Ginés Brandín          | Avenida de Madrid Nº32           | 191 193 194 195 196 727 N104                                                                                           |                        |
| 06705                                                          |      | San Agustín del Guadalix   | Avenida de Madrid - Parque Príncipe Felipe                             | Calle de Féliz Sanz Nº31         | 191 193 194 195 196 727 N104                                                                                           |                        |
| 12098                                                          |      | San Agustín del Guadalix   | Avenida de Madrid - Urbanización Residencial Guadalix                  | Avenida de Madrid Nº3            | 191 193 194 195 196 727 N104                                                                                           |                        |
| 11185                                                          |      | San Agustín del Guadalix   | Carretera A-1 - Polígono Industrial Sur San Agustín del Guadalix       | A-1 km. 31,5                     | 191 193 194 195 196 N104                                                                                               |                        |
| 10041                                                          |      | Colmenar Viejo             | Carretera A-1 - Urbanización Valdelagua                                | A-1 km. 30,5                     | 191 193 194 195 196 N104                                                                                               |                        |
| 06719                                                          |      | San Sebastián de los Reyes | Carretera A-1 - Urbanización Ciudalcampo                               | N-1 km. 27,9                     | 166 171 191 193 194 195 196 N104                                                                                       |                        |
| 06720                                                          |      | San Sebastián de los Reyes | Carretera A-1 - Circuito del Jarama                                    | N-1 km. 26                       | 171 191 193 194 195 196 N104                                                                                           |                        |
| 06723                                                          |      | San Sebastián de los Reyes | Carretera A-1 - Urbanización Fuente del Fresno                         | N-1 km. 23,4                     | 166 171 191 193 194 195 196 N104                                                                                       |                        |
| 16438D                                                         |      | San Sebastián de los Reyes | Carretera Antigua de Burgos - Centro Comercial Alegra                  | N-1 km. 19,9                     | 166 171 180 181 182 183 184 185 191D 193D 194D 195D 196D 197D 210D N103 N104D                                          |                        |
| 17025D                                                         |      | San Sebastián de los Reyes | Paseo de Europa - Hospital Infanta Sofía                               | Paseo de Europa Nº11             | 166 171 180 181 182 183 184 191D 193D 194D 195D 196D 197D 210D N103 N104D                                              | Hospital Infanta Sofía |
| 10019D                                                         |      | San Sebastián de los Reyes | Paseo de Europa - Glorieta de Antoni Gaudí                             | Paseo de Europa Nº7              | 171 180 181 182 183 184 191D 193D 194D 195D 196D 197D N103 N104D                                                       |                        |
| 12422D                                                         |      | San Sebastián de los Reyes | Paseo de Europa - Avenida de los Montes de Oca                         | Paseo de Europa Nº1              | 171 180 181 182 183 184 191D 193D 194D 195D 196D 197D N103 N104D                                                       |                        |
| 06751                                                          |      | San Sebastián de los Reyes | Paseo de Europa - Parque Picos de Olite                                | Paseo de Europa Nº26             | 152C 156 161 171 180 181 182 183 184 191 193 194 195 196 197 N102 N103 N104 VAC-242D 4 5                               |                        |
| 15191D                                                         |      | San Sebastián de los Reyes | Paseo de Europa - Avenida de España                                    | Paseo de Europa Nº26             | 152C 156 161 171 180 181 182 183 184 191D 193D 194D 195D 196D 197D N102 N103 N104D 4 5                                 |                        |
| 06752D                                                         |      | Alcobendas                 | Bulevar de Salvador Allende - Calle de Soria                           | Bulevar de Salvador Allende Nº19 | 181 182 183 184 191D 193D 194D 195D 196D 197D N103 N104D VAC-242D                                                      |                        |
| 10550D                                                         |      | Madrid                     | Paseo de la Castellana - Hospital La Paz                               | Paseo de la Castellana Nº296     | 151 152C 153 154C 155 155B 156 157 157C 159 161 181 182 183 184 185 191D 193D 194D 195D 196D 197D N101 N102 N103 N104D | Begoña                 |
| 18074                                                          |      | Madrid                     | Intercambiador de Plaza de Castilla                                    | Paseo de la Castellana Nº195     | Descenso antes de la dársena 42                                                                                        | Plaza de Castilla      |
| Notas: D Sólo permite el descenso de viajeros                  |      |                            |                                                                        |                                  | |                        |